# Volkswagen Concept T
Volkswagen Concept T är en Volkswagen-prototyp som förenar offroad-bilens terrängegenskaper med en sportbils prestanda på vanlig väg. Bilen har en frontmonterad V-6 motor på 241 hk. Den driver på alla 4 hjulen via en Tiptronic automatväxellåda. Toppfarten elektroniskt spärrad till 230 km/h.